# Kohlreith
Der Kohlreith ist ein 516 Meter hoher Berg im nördlichen Wienerwald im Gemeindegebiet von Maria Anzbach.

## Lage und Umgebung
Der Kohlreith liegt südlich des Tales des Anzbaches. Der gesamte Gipfelbereich liegt im Gemeindegebiet von Maria Anzbach,  im Bereich zwischen den Gemeinden Maria Anzbach, Eichgraben, Altlengbach und Neulengbach.
Die gesamte Entwässerung erfolgt in die Große Tulln, im Süden und Westen über den Lengbach, im Norden und Osten über den Anzbach.
Erschlossen ist der Kohlreith über mehrere Wanderwege sowie über die Landesstraßen 2261 von Altlengbach kommend und 2259, welche von Neulengbach im Westen her kommend, südlich des Gipfels vorbei bis zur Kaiserhöhe an der Grenze zwischen Eichgraben und Altlengbach im Osten führt. Im Straßenverlauf liegen die zu Maria Anzbach gehörenden Siedlungen Götzwiesen und Knagg.

## Besonderheiten
Östlich des Gipfelbereiches befindet sich ein militärisches Sperrgebiet des Österreichischen Bundesheeres. Darin befindet sich ein Dienststelle des Heeres-Nachrichtenamtes.
Im Gipfelbereich befindet sich außerdem das im September 1998 im Rahmen der 1000-Jahr-Feier von Maria Anzbach errichtete „Millenniumkreuz“.
Mehrere Male waren die Landesstraßen am Kohlreith Austragungsort des Kohlreith-Bergrennens, welches in Form eines Schaurennens zuletzt im Jahr 2017 stattgefunden hat.